# Sene
En sene (latin: tendo, fra tendere; at strække) er en bindevævsstruktur, som udgår fra en muskel og binder denne til en knogle eller anden struktur.
| Anatomi | Spire Denne artikel om anatomi er en spire som bør udbygges. Du er velkommen til at hjælpe Wikipedia ved at udvide den. |